# Milan I. (Serbien)

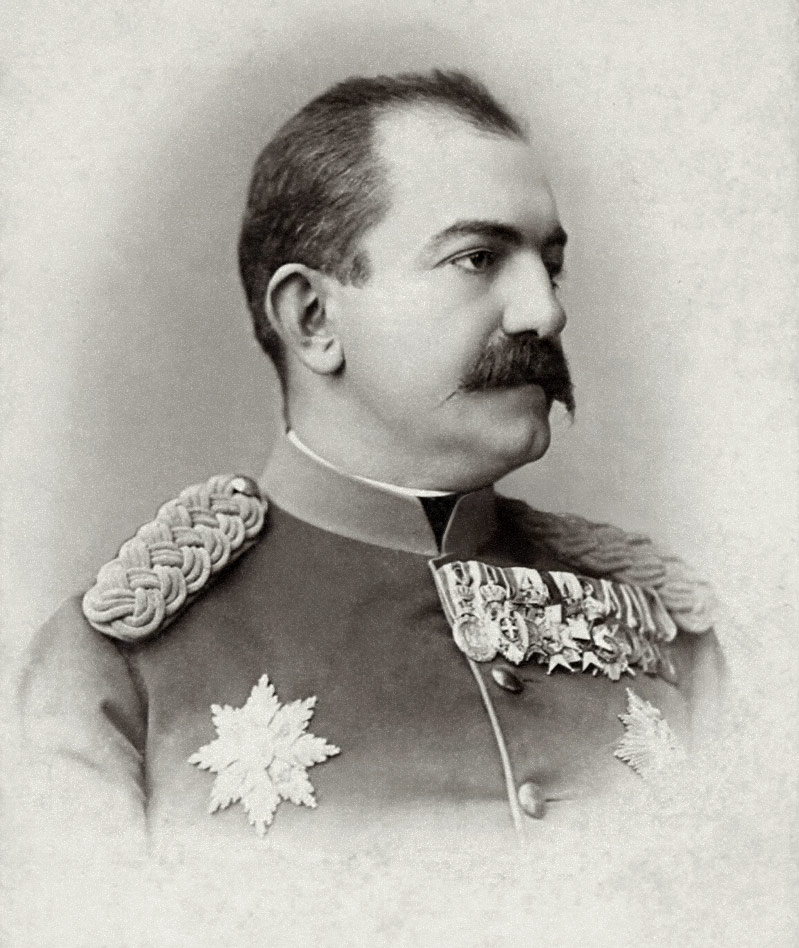
Milan I. Obrenović (1901)

Milan I. Obrenović (* 10. Augustjul. / 22. August 1854greg. in Mărășești, Fürstentum Moldau; † 11. Februar 1901 in Wien, Österreich-Ungarn) war von 1868/1872 bis 1882 als Milan Obrenović IV. Fürst und von 1882 bis 1889 als Milan I. König von Serbien.

## Leben
Milans Vater war Miloš Obrenović, ein Neffe des Fürsten Miloš Obrenović, seine Mutter die rumänische Adlige Elena Maria Catargiu. Milans Vater diente als Söldner in der rumänischen Armee und fiel 1861 in Bukarest bei einer Schlacht gegen die Türken. Seine Mutter führte nach dem Tod ihres Mannes ein unbeschwertes Leben und überließ die Erziehung ihres Sohnes seinem Onkel, dem Fürsten Mihailo Obrenović. Milan zog im Alter von sechs Jahren nach Kragujevac, wo er von Erziehern und Gouvernanten betreut wurde. Anschließend besuchte er das Pariser Lycée Louis-le-Grand. Verheiratet war er mit Natalija Keško, von der er sich jedoch 1888 aufgrund zahlreicher Affären und politischer Differenzen scheiden ließ.
Nachdem sein Onkel Mihailo 1868 einem Mordanschlag zum Opfer gefallen war, wurde der noch minderjährige Milan zum Nachfolger auf den serbischen Fürstenthron bestimmt. Bis zu seiner Volljährigkeit 1872 führte der Premierminister und Anführer der serbischen Liberalen Jovan Ristić als Prinzregent die Aufgaben des jungen Fürsten. Ristić behielt auch nach Milans Volljährigkeit die Regentschaft und wurde schließlich vom Anführer der Konservativen, Milutin Garašanin, dem Sohn Ilija Garašanins, abgelöst. Zeit seines Lebens sträubte sich Milan Obrenović gegen seine Rolle als konstitutioneller serbischer Fürst, was ihn in schwere Konflikte mit den politischen Eliten des Landes brachte und letztlich seinen Sturz bewirkte.
Während Milans Herrschaft wurde das serbische Fürstentum nach der erfolgreichen Teilnahme am Russisch-Türkischen Krieg 1878 und dem darauf folgenden Frieden von San Stefano endgültig unabhängig vom Osmanischen Reich, geriet jedoch zunehmend in Abhängigkeit von Österreich-Ungarn. Obwohl sich Milan außenpolitisch zunächst an Russland anlehnte, bewog ihn die unfreundliche Haltung Alexanders III. anlässlich eines Besuchs in Sankt Petersburg 1881, Unterstützung bei Österreich-Ungarn zu suchen. Im Mai bzw. Juni 1881 schloss Milan ohne das Wissen und die Zustimmung seiner Regierung ein geheimes Abkommen mit Österreich-Ungarn, in dem sich Serbien unter anderem verpflichtete, keine außenpolitischen Schritte ohne die Zustimmung Österreich-Ungarns zu unternehmen und keine Propaganda gegen die Donaumonarchie zuzulassen. Kritiker in der serbischen Regierung empfanden das Abkommen als eine ungebührliche Einschränkung der Souveränität, durch die sich Serbien zu einem Vasallenstaat Österreich-Ungarns gemacht habe. Als Reaktion auf die Unterzeichnung des Abkommens bot der Präsident des Ministerrates, Mihailo Piroćanac, einen Rücktritt der gesamten Regierung an, den Milan jedoch nicht annahm.

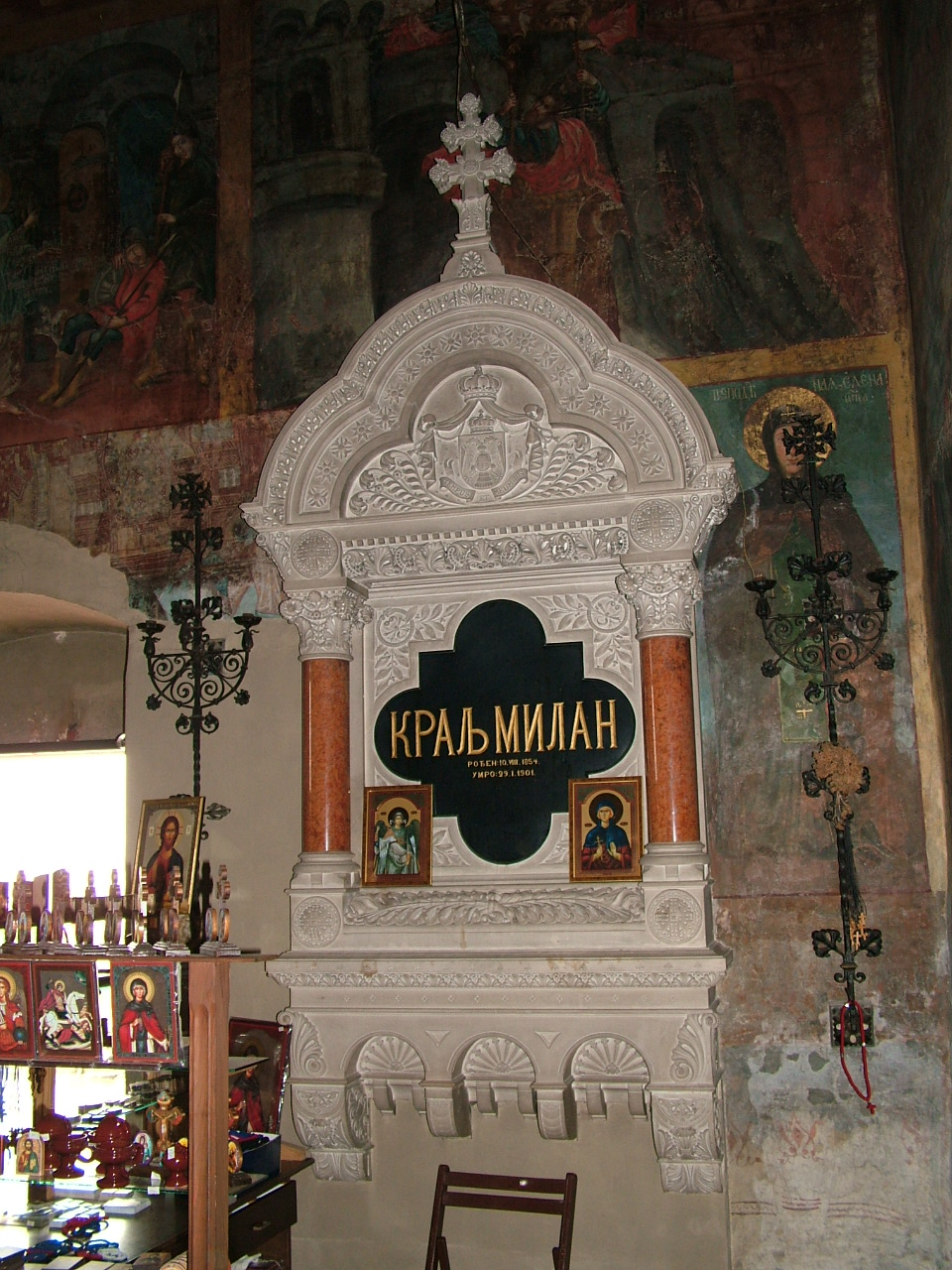
Grabmal im Kloster Krušedol

Infolge der rumänischen Königsproklamation im Jahr davor wurde am 6. März 1882 das Königreich Serbien proklamiert; aus diesem Anlass gratulierte Kaiser Franz Joseph I. Milan persönlich. In Milans Regierungszeit entstanden die ersten politischen Parteien in Serbien: die Radikale Partei unter Nikola Pašić (1881), die Liberalen unter Jovan Ristić, sowie Milans eigene Fortschrittspartei (Srpska Nepredna stranka). Milan stärkte das Militärwesen in Serbien und forcierte den Umbau des Heeres von einer Miliz in ein stehendes Heer. Pläne Milans, das Volk zu entwaffnen, führten 1883 zum Timoker Bauernaufstand, der von den Radikalen Pašićs geschürt wurde. Der Aufstand wurde jedoch niedergeschlagen und Pašić musste kurzzeitig nach Bulgarien fliehen, um nicht hingerichtet zu werden.
Serbien geriet in heftige Rivalität mit dem seit 1878 autonomen Fürstentum Bulgarien, dessen deutscher Fürst Alexander von Battenberg mit der Unterstützung Russlands Serbien den Rang streitig machte. Als Bulgarien sich 1885 mit Ostrumelien vereinigte, sah Milan darin eine Vorbereitung für einen bulgarischen Feldzug auf Makedonien, und erklärte Bulgarien den Krieg. Er verlor jedoch im November 1885 die entscheidende Schlacht bei Sliwniza und die darauffolgende Schlacht von Pirot gegen die Bulgaren und entging nur knapp einem militärischen Desaster, das nur mit der Hilfe Österreich-Ungarns abgewendet wurde.

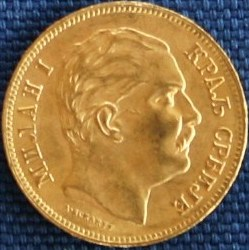
20-Dinar-Goldmünze mit dem Porträt Milans I., 1882

Im Jahr 1887 versuchten Anhänger der Radikalen Partei ein Attentat auf Milan. Beim Volk eher unpopulär, fiel er der europäischen Öffentlichkeit auf, indem er seine Ehe mit der russischen Adeligen Natalija Keško mit einigen Affären (unter anderem mit Jennie Churchill) kompromittierte. Schließlich ließ er sich 1888 scheiden. Der Ehe mit Königin Nathalie entspross Sohn und Thronfolger Aleksandar Obrenović. Dieser lebte nach dem Wiesbadener Prinzenraub bei seinem Vater.
Den Anstoß zum Thronverzicht gab 1889 ein heftiger Kompetenzkonflikt zwischen dem König und der gewählten Regierung, so dass Milan im März 1889 zu Gunsten seines Sohnes Aleksandar Obrenović abdankte und Serbien verließ.
Nach Aleksandars Volljährigkeit 1893 gewann der aus dem Ausland zurückgekehrte Milan durch seinen Rückhalt im Offizierskorps und den wachsenden Einfluss auf seinen Sohn erneut an Macht. Am 7. Juli 1899 unternahm ein Mitglied der Radikalen Partei erneut ein Attentat auf ihn, woraufhin er die Radikalen erneut verfolgen ließ. Alexander I. ernannte ihn 1897 sogar zum Oberbefehlshaber der serbischen Armee. Die Hochphase Milans war jedoch nur von kurzer Dauer, denn als er sich gegen die Ehe seines Sohnes mit der übel beleumundeten Draga Maschin wandte, verlor er 1900 jeglichen Einfluss auf ihn und musste Serbien erneut verlassen.
Milan zog nach Wien, wo er kurz darauf an einer schweren Lungenentzündung erkrankte, die ihm nach Meinung kaiserlicher Ärzte kaum Überlebenschancen ließ. Kaiser Franz Joseph I. überließ ihm ein Haus und wies den ungarischen Grafen Jenő Zichy an, ihm Gesellschaft zu leisten. Milan I. starb am 11. Februar 1901 an den Folgen der Krankheit. Sein Leichnam wurde nach Serbien überführt und im Kloster Krušedol bei Irig bestattet.